# الفسيولوجيا المرضية للسمنة

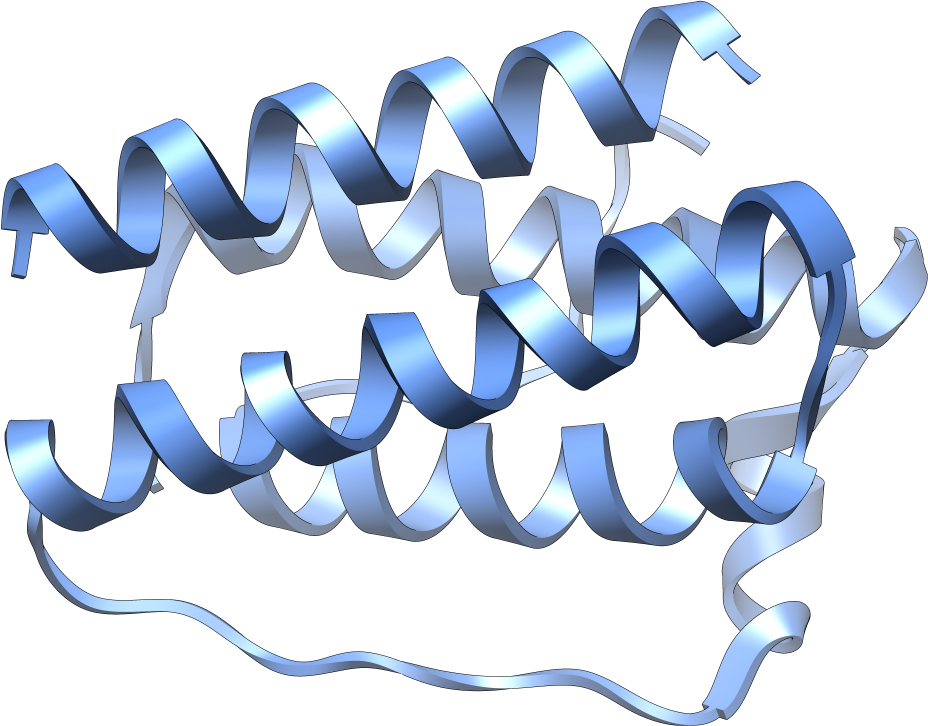
رسم بياني لجزيء اللبتين

هناك من العديد من الآليات الفيزيولوجية المرضية المحتملة التي تشارك في تطوير السمنة والحفاظ عليها، كان هذا المجال من البحوث حتى تم اكتشاف جين اللبتين في عام 1994 بواسطة مختبر جي ام فريدمان، افترض هؤلاء المحققون أن اللبتين كان عامل شبع. في فأر أوب/أوب، أدت الطفرات في جين اللبتين إلى فتح النمط الظاهري للسمنة لإمكانية علاج اللبتين للسمنة البشرية.ومع ذلك بعد فترة وجيزة لم يتمكن مختبر ج.ف.كارو من اكتشاف أي طفرات في جين اللبتين لدى البشر المصابين بالسمنة، على العكس من ذلك زاد العبير اللبتيني مما يشير إلى امكانية مقاومة اللبتين في السمنة البشرية، منذ هذا الاكتشاف تم توضيح العديد من الآليات الهرمونية الأخرى التي تشارك في تنظيم الشهية وتناول الطعام، وأنماط تخزين الأنسجة الدهنية، وتطوير مقاومة الانسولين. منذ اكتشاف اللبتين، تمت دراسة الجريلين، الانسولين الأوريكسين، كوليسيستوكينين، أديبونيكتين، وكذلك العديد من الوسطاء الآخرين. الشحميات الدهنية هي وسطاء تنتجها الأنسجة الدهنية ويعتقد أن عملهم يعدل الكثير من الأمراض المرتبطة بالسمنة.
يعتبر اللبتين وجريلين مكملين في تأثيرهما على الشهية، حيث ينتج الجريلين من المعدة معدة للتحكم في الشهية على المدى القصير (على سبيل المثال تناول الطعام عندما تكون المعدة فارغة وتتوقف عند تمدد المعدة). يتم إنتاج اللبتين بواسطة الأنسجة الدهنية للإشارة إلى احتياطات تخزين الدهون في الجسم. ويتوسط الضوابط الشهية طويلة الأجل (أي لتناول الطعام أكثر عندما تكون مخازن الدهون منخفضة وأقل عندما تكون مخازن الدهون مرتفعة).على الرغم من أن تناول هرمون اللبتين قد يكون فعالا في مجموعة فرعية صغيرة من الأفراد الذين يعانون من السمنة المفرطة والذين يعانون من نقص هرمون اللبتين، يعتقد أن معظم الأفراد الذين يعانون من السمنة المفرطة يقاومون هرمون اللبتين وقد تم العثور على مستويات عالية من هرمون اللبتين لديهم.ويعتقد أن هذه المقاومة تفسر جزئيا سبب عدم إعطاء اللبتين فعاليته في قمع الشهية لدى معظم الاشخاص الذين يعانون من السمنة المفرطة.
بينما يتم إنتاج اللبتين وجريلين بشكل محيطي، إلا انهما يتحكمان في الشهية من خلال تصرفاتهما على الجهاز العصبي المركزي، على وجه الخصوص تعمل هذه الهرمونات وغيرها من الهرمونات المرتبطة بالشهية على منطقة ما تحت المهاد، وهي منطقة من الدماغ لها دور اساسي في تنظيم استهلاك الغذاء ونفقات الطاقة، هناك العديد من الدوائر داخل منطقة ما تحت المهاد التي تسهم في دورها في دمج الشهية، مسار الميلانوكورتين هو الأكثر فهما جيدا، تبدأ الدائرة بمساحة من منطقة ما تحت المهاد، وهي النواة المقوسة والتي لها مخرجات إلى منطقة ما تحت المهاد الجانبي وما تحت المهاد البطني وهي مراكز التغذية والشبع في الدماغ على التوالي.
تحتوي النواة المقوسة على مجموعتين متميزتين من الخلايا العصبية: المجموعة الأولى تتعايش مع نيوببتيد والببتيد المرتبط بالأجوت ولديها مدخلات تحفيزية ومدخلات مثبطة، والمجموعة الثانية تتعايش مع المؤيد لأوبيوميلانوكورتين والنسخة المنظمة للكوكايين والأمفيتامين ولديها مدخلات تحفيزية ومدخلات مثبطة وبالتالي تحفز الخلايا العصبية التغذية وتمنع الشبع بينما تحفز الخلايا العصبية الشبع وتمنع التغذية، يتم تنظيم كلتا المجموعتين من الخلايا العصبية نواة المقوسة جزئيا بواسطة اللبتين وبالتالي نقص إشارة اللبتين اما عن طريق نقص هرمون اللبتين أو مقاومة اللبتين يؤدي إلى الافراط في التغذية وقد يفسر بعض أشكال السمنة الوراثية والمكتسبة.